# Elektorornis
Elektorornis is een geslacht van uitgestorven vogels uit het Laat-Krijt van het huidige Birma, behorend tot de Enantiornithes.

## Vondst en naamgeving
In het noorden van Birma wordt bij Angbamo in de vallei van de Hukawng veel barnsteen gedolven. Brokken barnsteen die dieren insluiten zijn zeer geliefd bij verzamelaars. Fraaie exemplaren worden aangekocht door het Hupoge Amber Museum, gevestigd over de grens in China, in de stad Tengchong. Meestal gaat het om stukken met geleedpotigen maar soms bevatten ze gewervelden. Het zeldzaamst zijn stenen met dinosauriërs zoals vogels. Het museum verwierf een steen met een vogelpoot erin en bracht die onder de aandacht van onderzoekers.
In 2019 werd de typesoort Elektorornis chenguangi benoemd en beschreven door Xing Lida, Jingmai Kathleen O’Connor, Luis María Chiappe, Ryan C. McKellar, Nathan Carroll, Hu Han, Bai Ming en Lei Fumin. De geslachtsnaam is afgeleid van het Oudgrieks voor barnsteen, ἤλεκτρον, èlektron, en vogel, ornis. Helaas dachten de beschrijvers dat het Griekse woord 'elektor' luidde en zo werd de geslachtsnaam niet het correcte Elektrornis. Dergelijke vergissingen zijn niet zeldzaam in Chinese publicaties. De soortaanduiding eert Chen Guang, de conservator van het museum.
Het holotype HPG-15-2 is hoogstwaarschijnlijk gevonden in een laag die dateert uit het Albien-Cenomanien en 98,8 miljoen jaar oud is, plus of min zeshonderdduizend jaar. Een positie net in het Laat-Krijt is daarmee het waarschijnlijkst. Het bestaat uit de rechterachterpoot, afgebroken net boven de knie zodat nog een stukje dijbeen bewaard is. De huid met schubben is nog aanwezig maar heeft op punten losgelaten. Ook het uiteinde van de slagpennen van de linkervleugel is zichtbaar met daarin wellicht wat vleugelbotten. Het gaat om een jongvolwassen of volwassen dier, gezien de mate van vergroeiing van de beenderen.

## Beschrijving

### Grootte en onderscheidende kenmerken
Elektorornis is een vrij kleine enantiorniet. Het hele stuk meet maar 34,8 bij 34,4 bij 8,2 millimeter en weegt 5,51 gram. 
De beschrijvers wisten enkele onderscheidende kenmerken vast te stellen. Een daarvan is een autapomorfie, unieke afgeleide eigenschap. De tweede teen heeft maar 59 procent van de lengte van de derde teen, wat uniek is voor de hele Enantiornithes en ook verder bij geen enkele vogel uit het Mesozoïcum is aangetroffen. Vermoedelijk toont ook geen enkele moderne vogel zulke proporties maar de beschrijvers waren niet in staat alle tienduizend nog levende soorten hierop te controleren.
Daarnaast is er een unieke combinatie van twee op zich niet unieke kenmerken. De derde teen is een vijfde langer dan de tarsometatarsus, de vergroeide middenvoet. De eerste teen heeft meer dan 86 procent van de lengte van de tweede teen.

### Achterpoot
Het dijbeen, scheenbeen en kuitbeen tonen geen bijzondere kenmerken. Het derde middenvoetsbeen is bol aan de voorzijde/bovenzijde, een afgeleid kenmerk. Het eerste middenvoetsbeen is J-vormig en steekt sterk naar achteren uit.
De tenen zijn alle lichtgebouwd en slank. Bij de dragende tenen zijn de voorlaatste kootjes het langst, een typische aanpassing voor bosvogels die zo de klauwen hoger op de achterzijde van een tak kunnen plaatsen. Hoewel de beschrijvers de autapomorfie geven als een relatieve lengte van de tweede teen, is het echt unieke juist dat de derde teen zo extreem lang is, langer dan de middenvoet en twee derden langer dan de andere dragende tenen. Dit wordt veroorzaakt door een rekking van alle kootjes. Het eerste en tweede kootje zijn ongeveer even lang, het voorlaatste kootje is duidelijk langer. De derde voetklauw is maar iets groter dan de andere klauwen.
Ook de eerste teen is opvallend lang. Het eerste kootje van de eerste teen is het langste van de voet op het voorlaatste kootje van de derde teen na.

### Weke delen
Bij de voetklauwen zijn de hoornschachten bewaard die de klauwen met een derde verlengen.
De resten van de huid omvatten de scutellae, de grotere schubben, de reticulae, de kleinere schubjes elders en de scutae, hoornplaten op de voorzijde van de voet. De eerste twee zijn voornamelijk zichtbaar in losgelaten huidgedeelten. De scutallae zijn rond en hebben een diameter van 0,12 millimeter. De reticulae hebben meer een kwart van die diameter. Bij de onderste randen van de scutellae bevinden zich SSFs, Scutellae Scale Filaments, vermoedelijk simpele veren. Op de voorzijde zijn die spaarzaam aanwezig maar er bevinden zich dichtere concentraties op de onderzijde van de middenvoet en de derde klauw, als mede bij het derde kootje van de vierde teen. Deze filamenten hebben een verbrede holle basis die als een smalle uitholling doorloopt in het lange spits. Ze hebben een bruine kleur, wellicht het restant van hoornstof of veerolie.
De veren op de poot zijn kort. Het zijn geen slagpennen maar dekveren. Hun schachten zijn kort. Hun vlaggen bestaan uit vrij lange baarden maar zijn niet hecht verbonden. Er is geen duidelijke kleurtekening zichtbaar.
DE vleugelpunt bevat veertien slagpennen, waarvan vermoedelijk tien of elf van de hand. De pennen zijn sterk asymmetrisch. De baarden maken aan de basis een hoek van 30 graden en meer aan het uiteinde van 47 graden. Bruine pigmenten geven de vleugel een donkere kleur. Aan de voorrand zijn echter twee lichtere vlekken zichtbaar en ook zijn de veeruiteinden veel bleker.

## Fylogenie
Elektorornis is vrij afgeleid in de Enantiornithes geplaatst, in een kam of polytomie onder de Avisauridae.

## Levenswijze
De vreemd lange derde teen is verklaard als een aanpassing om takken vast te grijpen. Daarop wijst ook de sterke verlenging van de opponeerbare eerste teen. Ook sommige boombewonende hagedissen hebben zulke lange tenen. Daarnaast werd het mogelijk geacht dat de teen gebruikt werd om voedsel te verwerven zoals bij het spookdiertje dat een lange vinger heeft om larven onder de boombast uit te peuteren.
Scutellae Scale Filaments ontbreken bij moderne vogels. Bij de voeten van andere vogels in de barnsteen van Hukawng aangetroffen komen ze echter altijd voor. Ze zouden kunnen dienen om de houvast te verbeteren op natte takken in tropische wouden. Maar hun concentratie op de basis van de klauw van de derde teen suggereert een alternatieve functie: ze zouden tastharen kunnen zijn om de positie van de teen met die van de prooi te coördineren. Sommige moderne vogels hebben zulke borstels aan de basis van de bek. De hypothese zou getest kunnen worden door de barnsteen te vermalen en te onderzoeken op chemische sporen van de lichaampjes van Herbst, de tastorgaantjes aan de zenuwuiteinden, maar het exemplaar was daar te belangwekkend voor.